# Günter Heyse
Günter Heyse (* 1. Juli 1925) war Fußballspieler in Halle (Saale) und Bremen. Mit der BSG Turbine Halle wurde er 1952 DDR-Meister, mit dem SV Werder Bremen erreichte er 1959 die Endrunde um die deutsche Meisterschaft.

## Sportliche Laufbahn
Als der Ostzonenmeister von 1949 ZSG Union Halle in die erste Saison der von Deutschen Sportausschuss für die Sowjetische Besatzungszone gegründete Fußballoberliga startete, gehört zum Aufgebot auch der 24-jährige Heyse. Nach einem 5. Platz 1950 und Rang 6 1951 schlossen die Hallenser, seit 1950 als Betriebssportgemeinschaft (BSG) Turbine antretend, die Saison 1951/52 als DDR-Meister ab. In der über 36 Runden gehenden Spielzeit war Rechtsverteidiger Heyse mit 29 Einsätzen am Meisterschaftsgewinn beteiligt. 1952/53 absolvierte er seine letzte Saison für Turbine Halle. Enttäuscht über Niederschlagung des Volksaufstands vom 17. Juni 1953 verließ er fast 28-jährig nach insgesamt 79 Oberligaeinsätzen zusammen mit drei weiteren Spielern im Sommer 1953 die BSG und schloss sich dem norddeutschen Oberligisten Werder Bremen an. 1959 wurde Bremen mit Heyse norddeutscher Vizemeister und nahm nach einem Qualifikationsspiel gegen Borussia Neunkirchen an der Endrunde um die deutsche Meisterschaft. Heyse bestritt sowohl das Qualifikationsspiel als auch alle sechs Vorrundenspiele und wurde stets als Mittelfeldspieler aufgeboten. Mit nur einem Sieg wurde Bremen nur Gruppenletzter. Heyse blieb bis zum Ende der Saison 1959/60 bei Werder Bremen aktiv, danach beendete im Alter von 35 Jahren seine Laufbahn als Leistungssportler. Anschließend war er bei Werder Bremen Jugendtrainer, 1968 trainiert er den Bezirksligisten TuS Vahr.